# Марусси (баскетбольный клуб)
«Марусси» — один из многочисленных баскетбольных клубов Афин. Основан он был в 1896 году. Баскетбольная секция в нем образована в 1950-м.

## Достижения
В чемпионатах Греции в последние годы:
- 2002 — 7-е место
- 2003 — 6-е место
- 2004 — 2-е место
- 2005 — 2-е место
- 2006 — 3-е место
- 2007 — 8-е место
- 2008 — 6-е место.

«Марусси» становился вторым по итогам регулярного первенства греческой Лиги А в 2004 и 2005 годах, был финалистом Кубка Греции в 2006-м. 2000/01 — «Марусси» завоевал Кубок Сапорты (в финале побеждён французский «Шалон»); 2001/02 — выход в полуфинал Кубка Корача (проигрыш минераловодскому «Локомотиву)»); 2003/04 — финалист розыгрыша Лиги ФИБА-Европа (проигрыш УНИКСу); 2004/05 — выход в четвертьфинал Кубка УЛЕБ (проигрыш «Македоникосу»); 2005/06 — четвертьфинал Кубка ФИБА-Европа (проигрыш «Динамо» из Санкт-Петербурга).